# Hemtjänst

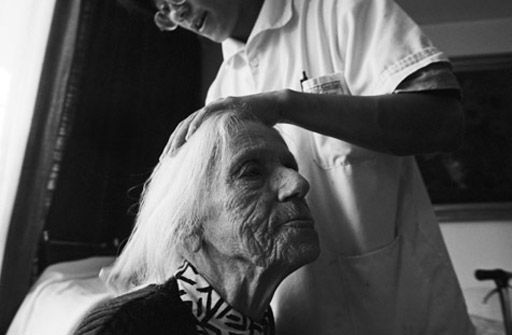
Hemtjänst

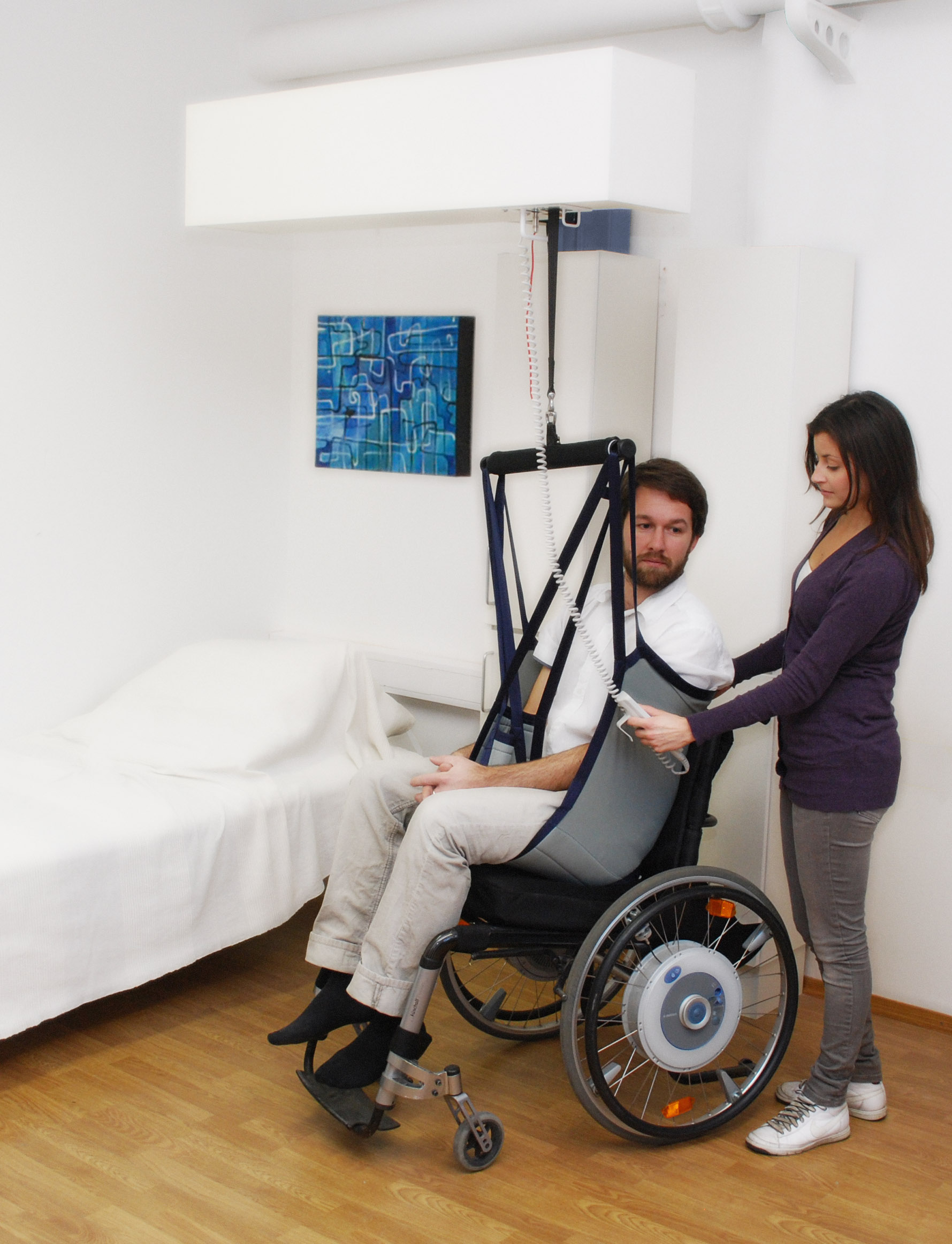
Inom hemtjänsten används i allt högre utsträckning tekniska hjälpmedel för att undvika tunga lyft osv.

Hemtjänst, äldre hemsamarit, organiseras i Sverige främst av kommunerna och består i att bistå individen med hjälp i det egna hemmet så att individen skall kunna fortsätta bo kvar hemma. Oftast bedrivs den av personal anställda av kommunen, men tjänsterna kan också köpas in av privata företag. Hemtjänsten arbetar ofta parallellt med hemsjukvården, i vissa svenska kommuner är det primärvården som har ansvar för hemsjukvård och i andra så har kommunen tagit över det ansvaret efter ädelreformen. Ett samlingsnamn för dessa två grupper är hemvården.
Förutom personalen som utför de direkta stödinsatserna så finns inom kommunerna också anställda legitimerade sjuksköterskor med ett medicinskt ansvar för den kommunala hälso- och sjukvården, så kallade MAS, medicinskt ansvarig sjuksköterska. Vissa arbetsgivare bistår personalen med särskilda arbetskläder, så som enhetliga jackor, västar, förkläden samt ibland andra likvärdiga överdelar och byxor.

## Insatser
Hemtjänsten och hemvårdens insatser styrs utifrån flera lagar, främst enligt Socialtjänstlagen (SoL), Lagen om stöd och service till vissa funktionshindrade (LSS) samt Hälso- och sjukvårdslagen (HSL). Det åligger varje kommuns socialtjänst att besluta om vilka insatser som respektive individ är i behov av, utifrån gällande lagstiftning, och därefter bevilja eller avslå den sökta hjälpen (se biståndshandläggare). Vård enligt HSL beslutas i regel av en läkare men kan också beslutas av en sjuksköterska. Därefter skall respektive hemtjänstgrupp i samråd med individen själv göra upp en individuell arbetsplan över hur hjälpen skall utformas och genomföras.
När det gäller behovet av medicinsk hjälp, exempelvis i form av läkemedelsgivning, omläggningar och andra liknande insatser, bestäms detta av ansvarig läkare och/eller sköterska vad och hur hjälpen skall utformas.
För att utföra medicinska insatser krävs att personen som ska utföra detta har en delegering. Delegeringen är personlig och ges av legitimerad personal till icke legitimerad personal. Vilka arbetsuppgifter som får delegeras skiljer sig åt mellan olika kommuner och beslutas av medicinskt ansvarig sjuksköterska. Exempel på medicinska insatser som kan delegeras är:
- kateterisering och skötsel av katetern
- medicinöverlämning
- sondmatning
- stödstrumpor och lindning av ben

Förutom den medicinska hjälpen kan insatserna bestå av exempelvis:
- städning
- inköp
- bäddning
- personlig hygien
- byte av inkontinensskydd
- måltidshjälp, promenader
- ledsagare för till exempel läkarbesök

## Valfrihet i den svenska hemtjänsten
Det finns både privata och kommunala hemtjänstutförare. Båda alternativen kostar lika mycket. Samtliga hemtjänstutförare får den ersättning som är bestämd av kommunen från början. Det innebär att utförarna inte kan tävla om att ha det lägsta priset.
De privata utförarna utför även tilläggstjänster. Om en person inte får till exempel städning beviljad, kan den köpas som en hushållsnära tjänst. Det finns också utförare med olika inriktning, till exempel med språklig, religiös eller kulturell kompetens. Det är biståndshandläggaren i kommunen som bedömer vilka insatser en person är berättigad till. Handläggaren kan också informera om vilka hemtjänstutförare som finns.

## Hemtjänstens dag
Den 27 januari varje år uppmärksammas "Hemtjänstens dag", av bland annat fackförbundet Kommunal, som organiserar undersköterskor och vårdbiträden. 